# Sulzbach (Sarre)
Sulzbach (pronunciación en alemán: /ˈzʊlt͡sˌbax/ⓘ) es un municipio situado en el distrito de Saarbrücken, en el estado federado de Sarre (Alemania), con una población a finales de 2016 de unos 16 419 habitantes.
Se encuentra ubicado al sur del estado, cerca de la orilla del río Sarre —un afluente del río Mosela— y de la frontera con Francia.
Entre Dudweiler (Saarbrücken) y Sulzbach, se encuentra el Brennender Berg, un fuego sin llama que se encendió en 1668 y continúa ardiendo hoy.